# Club Segle XXI
El Club Segle XXI (en francès, Club XXIe Siècle), fundat a França l'any 2004 per alts executius immigrants, és una organització sense ànim de lucre que té com a objectius la promoció de la igualitat d'oportunitats i el foment de la diversitat cultural a les elits polítiques, econòmiques i en la relació amb els mitjans de comunicació francesos. Des de 2013 té també presència institucional a Catalunya.

## Història
El Club Segle XXI fou concebut l'any 2003 com a instrument de poder arran de la crisi suburbana parisenca i el conflicte sobre l'ús del vel, i com a contrapoder de la pressió política contra la immigració que exercicia el Front Nacional de Jean-Marie Le Pen. Hakim El-Karoui (assessor de l'exprimer ministre Jean-Pierre Raffarin) en fou el principal creador, juntament amb Rachida Dati i Béchir Mana —consellers dels expresidents francesos Nicolas Sarkozy i Jacques Chirac, respectivament. La constitució va tenir lloc el 10 de febrer de 2004 al soterrani d'un restaurant libanès del Barri Llatí de París amb una presència de quinze persones, i ben aviat va aglutinar grans patrons i personalitats polítiques.
Des de llavors, l'organització es compon de diversos grups de treball: en l'àmbit internacional, sobre la diversitat en l'empresa i la societat, representació política als mitjans, etc. Publica un anuari i organitza regularment, a més a més, actes i àpats en forma de cercles de discussió amb personalitats de l'esfera econòmica i política, entre els quals han participat Ségolène Royal, Nicolas Sarkozy, Jacques Attali, Laurent Fabius… El club, que l'any 2005 va rebre crítiques del diari Le Monde (entre altres) pel seu tarannà burgès i hermètic, va obrir-se a membres de la política d'esquerres francesa i va reenfocar diverses de les seves activitats a la promoció de l'emprenedoria, la integració laboral de la dona i el reforçament de la identitat multicultural.
Associat a la societat de capital de risc FinanCités —que promou la inversió en microempreses de zones urbanes sensibles—, manté un conveni de col·laboració amb la Universitat París-Dauphine per a la realització d'una càtedra de gestió de la diversitat. Des de gener de 2016 Haiba Ouaissi és el seu president.

### A Catalunya
L'any 2013, impulsat per la patronal de PIMEC i la Federació Espanyola d'Empresaris del Mar (IVEAEMPA) es va constituir el Club Segle XXI a Catalunya, tot adoptant el model francès. L'organització catalana està presidida per Iolanda Piedra i Mañès i actua com a acceleradora empresarial en 10 municipis de l'Àrea Metropolitana de Barcelona. Com en la seva matriu francesa, compta amb representants empresarials, acadèmics, polítics i econòmics representatius del col·lectiu d'immigrants residents a territori català.